# Округа Восточного Тимора
Округа Восточного Тимора
Восто́чный Тимо́р — государство в Юго-Восточной Азии. Занимает восточную часть острова Тимор (расположен в архипелаге Малые Зондские острова), полуэксклав (округ Окуси-Амбено) в западной его половине, а также небольшие острова Атауру и Жаку. Омывается водами Индийского и Тихого океанов, общая протяжённость береговой линии составляет 706 километров. Граничит с Индонезией, длина сухопутной границы — 253 километра. Столица и крупнейший город — Дили. Согласно переписи 2022 года, население составляет 1 341 737 человек. Площадь — около 15 тысяч км².
 
Восточный Тимор — унитарное государство, в административно-территориальном отношении разделённое на 14 округов. Округа, в свою очередь, подразделяются на 67 подокругов, 452 суко и 2233 алдея (деревень).
В 1908 году Португалия разделила свою колонию на Тиморе на 15 военных округов, ответственных за децентрализацию гражданской администрации. Спустя десятилетие метрополия учредила гражданские муниципалитеты (порт. circunscrições), что привело к разделению военной власти. В 1934 году военные администрации были упразднены. В 1941 году создан первый округ (concelho) — Дили. Система из 13 округов сформировалась к 1973 году. Эта структура не претерпела серьёзных изменений во время оккупации Индонезией (1975—1999). Конституция независимого Восточного Тимора, принятая в 2002 году, закрепляет принцип децентрализации как один из основополагающих, но не содержит конкретных положений о его реализации. Согласно закону от 2016 года каждым округом руководит государственный служащий, назначаемый центральным правительством по рекомендации местных советов. В январе 2022 года остров Атауро, входивший в состав округа Дили, был преобразован в самостоятельный округ.
Одной из ключевых проблем в сфере административного устройства Восточного Тимора остаётся нехватка квалифицированных кадров и недостаточно развитая инфраструктура. Несмотря на значительные усилия по децентрализации, многие округа испытывают сложности в принятии самостоятельных управленческих решений и распоряжении ресурсами. Отсутствие чётко проработанных механизмов взаимодействия между центральной властью и местными структурами создаёт риски неэффективного исполнения и дублирования функций. Кроме того, остаётся нерешённым вопрос о разграничении полномочий между различными уровнями управления. В частности, по состоянию на 2024 год не завершён процесс формирования муниципальных органов власти, а структура административного деления продолжает реформироваться. В 2021 году был принят Закон о местном самоуправлении и административной децентрализации, однако его полное исполнение требует значительных организационных и финансовых ресурсов.
Полуэксклав Окуси-Амбено, окружённый территорией Индонезии, более самобытен, и в соответствии со статьями 5 и 71 Конституции регулируется особой административной политикой и экономическим режимом. Закон от 18 июня 2014 года реализовал это конституционное положение, которое вступило в силу в январе 2015 года, превратив Окуси в особый административный регион и учредив там особую экономическую зону. Аналогичный статус установлен Основным законом и для Атауро.
Дили — крупнейший округ страны по населению (325 тысяч жителей на 2022 год), также лидирующие позиции по этому показателю занимают Эрмера (138 тысяч) и Баукау (135 тысяч). На эти три округа приходится 44,5 % от общей численности населения Восточного Тимора. Наименее заселённым является Атауро, где проживает около 10 тысяч человек. По данным переписи 2022 года, среди всех округов наибольший абсолютный и относительный прирост населения наблюдался в Дили: в период с 2015 по 2022 год его население выросло на 57 тысяч человек, среднегодовой прирост составил 2,7 %. При нынешнем росте численность населения Дили удвоится к 2047 году. В Айнару, Окуси и Ликисе ежегодный прирост составил около 2%. Самый низкий прирост наблюдался в Викеке (0,8 %); с сохранением этого темпа его население удвоится лишь к 2112 году. Дили с плотностью населения в 1427 человек на квадратных километр лидирует по этому показателю. В период с 2015 по 2022 год плотность населения в этом округе увеличилась на 149 человек на квадратный километр. Вторым по плотности населения округом является Эрмера, где на квадратный километр приходится 181 человек. Ликиса занимает третье место (149 чел./км²). Наименее густонаселён Манатуто, где на квадратный километр приходится 28 человек.

## Список округов
| №               | Округ           | Адм. центр      | Основан         | Площадь, км² | Население, чел. (2022) | Плотность, чел./км² | Карта округа | На карте страны |
| --------------- | --------------- | --------------- | --------------- | ------------ | ---------------------- | ------------------- | ------------ | --------------- |
| 1               | Айлеу           | Айлеу           | 1973            | 735          | 54 324                 | 73,90               |              |                 |
| 2               | Айнару          | Айнару          | 1970            | 802          | 73 115                 | 91,11               |              |                 |
| 3               | Атауро          | Вила Маумета    | 2022            | 141          | 10 295                 | 73,25               |              |                 |
| 4               | Баукау          | Баукау          | 1960            | 1494         | 134 878                | 90,26               |              |                 |
| 5               | Бобонару        | Мальяна         | 1960            | 1374         | 106 639                | 77,58               |              |                 |
| 6               | Викеке          | Викеке          | 1960            | 1888         | 80 176                 | 42,47               |              |                 |
| 7               | Дили            | Дили            | 1941            | 228          | 324 738                | 1426,72             |              |                 |
| 8               | Кова-Лима       | Суаи            | 1961            | 1207         | 73 933                 | 61,27               |              |                 |
| 9               | Лаутен          | Лоспалос        | 1960            | 1817         | 70 022                 | 38,53               |              |                 |
| 10              | Ликиса          | Ликиса          | 1970            | 562          | 83 658                 | 148,89              |              |                 |
| 11              | Манатуту        | Манатуту        | 1960            | 1787         | 50 859                 | 28,45               |              |                 |
| 12              | Мануфахи        | Саме            | 1960            | 1338         | 60 665                 | 45,33               |              |                 |
| 13              | Окуси-Амбено    | Панте-Макасар   | 1973            | 817          | 60 685                 | 98,70               |              |                 |
| 14              | Эрмера          | Глену           | 1960            | 759          | 137 750                | 181,48              |              |                 |
| Восточный Тимор | Восточный Тимор | Восточный Тимор | Восточный Тимор | 14 950       | 1 341 737              | 89,75               |              |                 |

## Данные о населении
| Округ     | 1990    | 2001    | 2004    | 2010    | 2015    | 2022    |
| --------- | ------- | ------- | ------- | ------- | ------- | ------- |
| Айлеу     | 24 657  | 31 826  | 37 967  | 44 325  | 48 837  | 54 324  |
| Айнару    | 43 375  | 45 092  | 52 480  | 59 175  | 63 136  | 73 115  |
| Атауро    | н/д     | 7122    | 7863    | 8602    | 9274    | 10 295  |
| Баукау    | 86 675  | 101 517 | 100 748 | 111 694 | 123 203 | 134 878 |
| Бобонару  | 81 692  | 69 932  | 83 579  | 92 049  | 97 762  | 106 639 |
| Викеке    | 57 279  | 62 704  | 65 449  | 70 036  | 76 033  | 80 176  |
| Дили      | 123 305 | 120 474 | 165 678 | 225 424 | 268 005 | 324 738 |
| Кова-Лима | 45 310  | 49 234  | 53 063  | 59 455  | 65 301  | 73 933  |
| Лаутен    | 48 390  | 53 466  | 56 293  | 59 787  | 65 240  | 70 022  |
| Ликиса    | 44 235  | 45 575  | 54 973  | 63 403  | 79 127  | 83 658  |
| Манатуту  | 31 805  | 35 445  | 36 897  | 42 742  | 46 619  | 50 859  |
| Мануфахи  | 34 275  | 38 616  | 45 081  | 48 628  | 53 691  | 60 665  |
| Окуси     | 48 979  | 45 042  | 57 616  | 64 025  | 68 913  | 60 685  |
| Эрмера    | 77 570  | 88 415  | 103 322 | 117 064 | 125 702 | 137 750 |

## Карта
| Интерактивная карта Восточного Тимора с указанием его 14 административных округов. |

## Примечание
1. 1 2 3  Восточный Тимор / И. С. Иванова, Н. Н. Алексеева, В. Ф. Урляпов, А. О. Захаров, О. О. Булаев // Большая российская энциклопедия [Электронный ресурс]. — 2017.
2. ↑  Population and Housing Census, 2023, p. 23.
3. 1 2 3  Administrative Division (англ.). Government of Timor-Leste. Дата обращения: 14 марта 2025. Архивировано 17 марта 2025 года.
4. 1 2 3 4  Martins, Filomeno (28 декабря 2021). Government to officially declare Atauro Island as new municipality in january 2022. Tatoli (англ.). Архивировано из оригинала 2 июля 2022. Дата обращения: 14 мая 2022.
5. ↑  Resolução do governo N.º 7/2022: Aprova o Plano de Ação Nacional para as Pessoas com Deficiência 2021-2030 (порт.) // Jornal da República. — 2022. — 1 março (vol. 1, num. 10). — P. 366, 483—487. Архивировано 15 апреля 2025 года.
6. 1 2  Политические системы современных государств: Энциклопедический справочник: В 4 т. / МГИМО (У) МИД России, ИНОП; гл. редактор А. В. Торкунов; науч. редактор А. Ю. Мельвиль; отв. редактор М. Г. Миронюк. — Москва: Аспект Пресс, 2012. — Т. 2: Азия. — С. 504. — 599 с. — ISBN 978-5-7567-0637-6. Архивировано 27 января 2024 года.
7. 1 2 3 4 5 6 7 8 9 10 11 12 13  Ximenes, Valentim. Reforma Político-Administrativa em Timor-Leste Enquanto Processo de Reterritorialização (порт.). — Coimbra: Universidade de Coimbra, Março 2016. — P. 42—43. Архивировано 30 ноября 2024 года.
8. 1 2  Simião, Daniel S.; Silva, Kelly. Playing with ambiguity: The making and unmaking of local power in postcolonial Timor-Leste (англ.) // The Australian Journal of Anthropology[англ.]. — 2020. — 21 November (vol. 31, iss. 3). — P. 333—346. — doi:10.1111/taja.12377. Архивировано 14 мая 2022 года.
9. ↑  Shoesmith, Dennis. Decentralisation and the Central State in Timor-Leste (англ.) // 18th Biennial Conference of the Asian Studies Association of Australia in Adelaide. — 2010. — July. Архивировано 12 мая 2022 года.
10. ↑  Corte-Real de Araújo, Alexandre Gentil et al. Philosophies of administrative organization the administrative institution in Timor-Leste: Past, present and future (англ.) // AJMCRR. — 2024. — Vol. 3, iss. 3. — P. 1—9. — ISSN 2835-6276. — doi:10.58372/2835-6276.1154.
11. ↑  Lei N.º 3/2014 de 18 de Junho Cria a Região Administrativa Especial de Oe-Cusse Ambeno e estabelece a Zona Especial de Economia Social de Mercado (порт.) // Jornal da República[англ.], Série I, N.° 21, 7334–7341. — 2014. — 18 junho. Архивировано 5 августа 2020 года.
12. ↑  Yoder, Laura S. Meitzner. The formation and remarkable persistence of the Oecusse-Ambeno enclave, Timor (англ.) // Journal of Southeast Asian Studies. — The National University of Singapore, 2016. — 29 April (vol. 47, iss. 2). — P. 281—303. — ISSN 0022-4634. — doi:10.1017/S0022463416000084. Архивировано 14 мая 2022 года.
13. ↑  Constitution of the Democratic Republic of Timor-Leste (англ.) 12, 31. Дата обращения: 14 марта 2025. Архивировано 26 февраля 2025 года.
14. ↑  Population and Housing Census, 2023, p. 28.
15. 1 2 3  Population and Housing Census, 2023, p. 87.
16. ↑  Decreto n.º 43889, de 1 de setembro (порт.) // Diário do Governo. — Ministério do Ultramar - Direcção-Geral de Administração Política e Civil, 1961. — 1 setembro (vol. 1, num. 203/1961). — P. 1090. Архивировано 4 декабря 2024 года.
17. ↑  East Timor: Municipalities & Urban Places - Population Statistics, Maps, Charts, Weather and Web Information. City Population. Дата обращения: 14 марта 2025. Архивировано 20 сентября 2022 года.
18. ↑  Population Counts (Provisional) - Census Timor-Leste 2004 (англ.). National Institute of Statistics Timor-Leste. Дата обращения: 14 марта 2025. Архивировано 15 апреля 2025 года.
19. ↑  Sub-District Counts (Provisional) - Census Timor-Leste 2004 (англ.). National Institute of Statistics Timor-Leste. Дата обращения: 14 марта 2025. Архивировано 15 апреля 2025 года.